# Межилісся
Межилісся (Мендзилесь, пол. Międzyleś) — село в Польщі, у гміні Тучна Більського повіту Люблінського воєводства. Населення — 198 осіб (2011).

## Історія

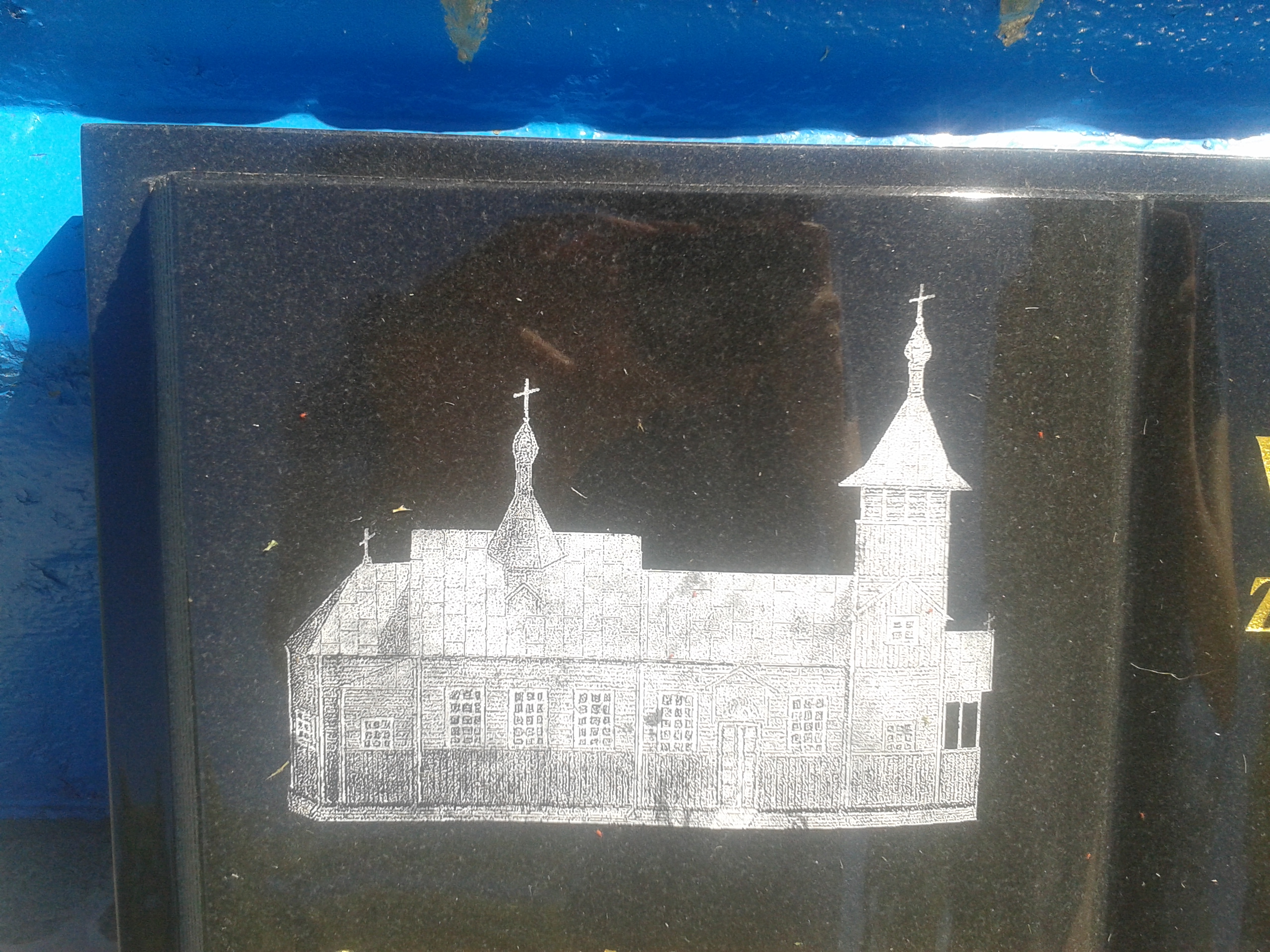
Зображення на пам'ятнику православної церкви святої Анни, знищеної в 1938 році

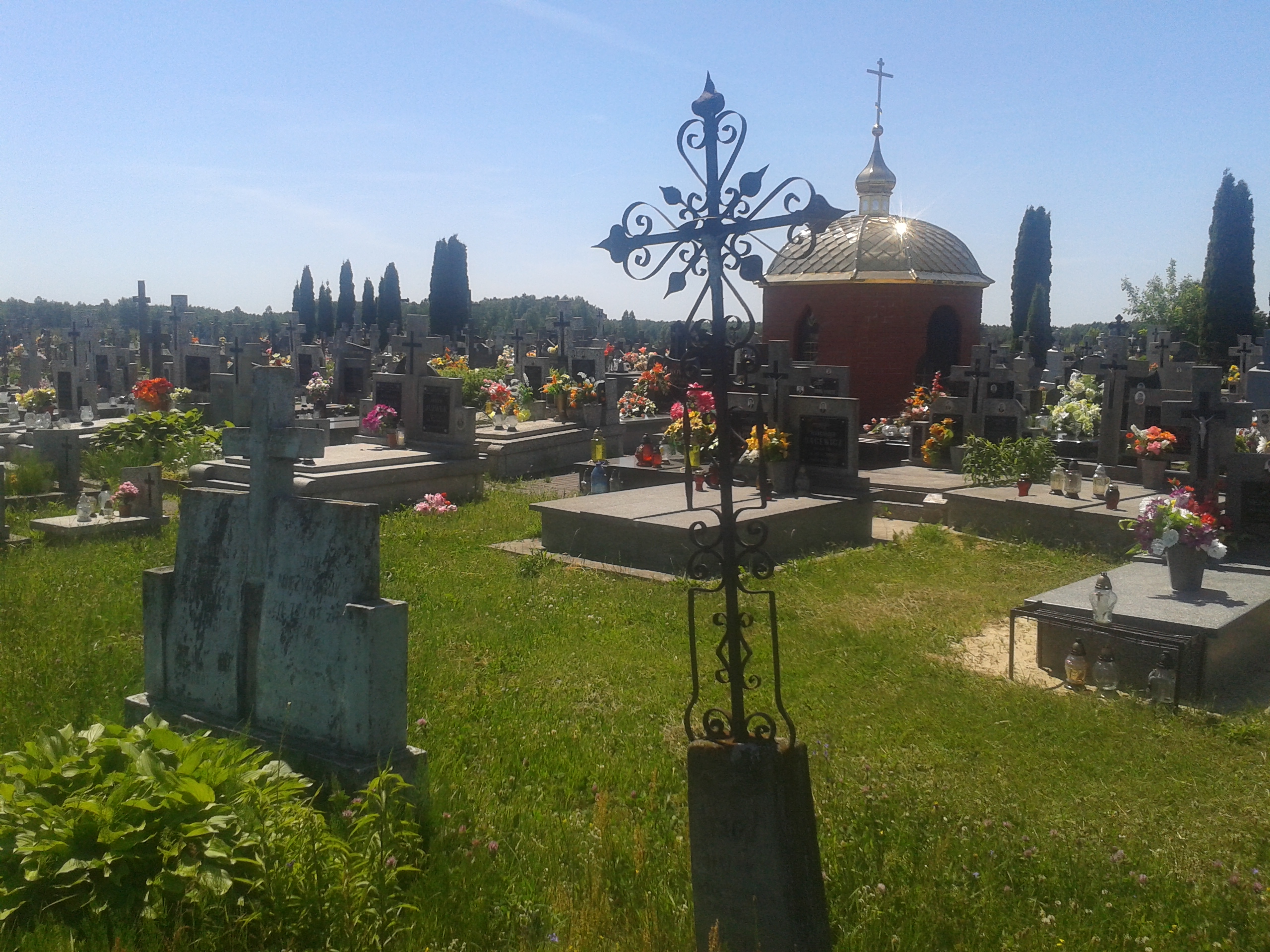
Православний цвинтар і каплиця

За даними етнографічної експедиції 1869—1870 років під керівництвом Павла Чубинського, у селі переважно проживали греко-католики, які розмовляли українською мовою. 1907 року в Межиліссі зведено православну церкву.
За звітом польської поліції, у 1935 році православна парафія Межилісся налічувала 1800 вірян. У липні-серпні 1938 року польська влада в рамках великої акції руйнування українських храмів на Холмщині і Підляшші знищила місцеву православну церкву.
За німецьким переписом 1940 року, у селі проживало 964 особи, з них 375 українців, 482 поляків і 107 «русинів». У 1943 році в селі мешкало 444 українців та 93 поляків.
У 1947 році в рамках операції «Вісла» польською армією із села було виселено 312 українців. У 1957 році в місцевій школі було відновлене факультативне вивчення української мови, того року її вивчав 21 учень.
У 1975—1998 роках село належало до Білопідляського воєводства.

## Населення
Демографічна структура станом на 31 березня 2011 року:
|          | Загалом | Допрацездатний вік | Працездатний вік | Постпрацездатний вік |
| -------- | ------- | ------------------ | ---------------- | -------------------- |
| Чоловіки | 104     | 13                 | 65               | 26                   |
| Жінки    | 94      | 7                  | 42               | 45                   |
| Разом    | 198     | 20                 | 107              | 71                   |